# Şehzade Ahmet
Ahmet fou un príncep (Şehzade) de l'Imperi Otomà, fill de Baiazet II. Els dos fills de Baiazet, Ahmet (governador d'Amasya) i Selim (governador de Trebisonda) aspiraven a la successió (el fill gran Korkud, no tenia suports i estava apartat de la cursa per succeir al pare). El 1511 Selim va fugir cap a Feodòssia a Crimea, on va obtenir el suport del kan tàrtar, va creuar el Danubi amb les forces que li eren lleials i va exigir del seu pare el govern d'una província als Balcans. En aquell moment el sultà estava ocupat amb la revolta de Shah Kuli i va accedir a la petició, i per mitjà d'un tractat li va concedir el govern de la província de Semèndria. Selim tenia por que el gran visir Ali Pasha, en cas de triomfar sobre els rebels xiïtes, pogués posar al tron a Ahmet, i en previsió va avançar cap a Edirne on residia Baiazet, que es va retirar cap a Istanbul i es va aturar a Ughrashderesi prop de Çorlu; els geníssers van restar lleials al vell sultà i el 3 d'agost de 1511 Baiazet va derrotar a Selim, que va haver de fugir cap a Crimea.
Llavors Ahmet va avançar cap a Istanbul esperant creuar els estrets i esdevenir sultà, però disturbis a la capital provocats pels geníssers (que tot i restar lleials a Baiazet eren favorables a Selim i no acceptaven a Ahmet), el van ver dubtar, que finalment va decidir establir el seu poder a Àsia Menor i entrar així en rebel·lió oberta contra el seu pare. En aquestes condicions Baiazet va cridar a Selim, que era a Kaffa, i li va retornar la província de Semèndria.
Mentre Ahmet, que havia perdut suport entre els seus soldats, va voler anar a Constantinoble a proclamar-se sultà, però els soldats ho van impedir i va haver de retornar cap a Anatòlia. Per sorpresa va capturar Konya, sandjak on governava un nebot, i es va declarar sultà allí mateix. Baiazet el va comminar a tornar a Amasya però Ahmet va insistir a restar a Konya. Ara el temor de Baiazet era una possible aliança entre Ahmet i el safàvida Ismail I de Pèrsia. Els geníssers pressionaven i finalment Baiazet II va abdicar a favor de Selim l'abril del 1512. El sultà es va retirar a Demòtica
Poc temps després les forces de Selim es van enfrontar en batalla prop de Yenishehir el 24 d'abril de 1513. Ahmet fou derrotat i fet presoner i poc després executat.